# Международная Формула Мастер
Международная Формула Мастер (англ. International Formula Master, IFM) — юниорская автогоночная серия, созданная в 2007 году в качестве «гонок поддержки» для Чемпионата мира по автогонкам в классе Туринг (WTCC). Создатель первенства — компания N.Technology, готовившая до 2007 года для WTCC автомобили Alfa Romeo, а в 2008 году автомобили Honda Accord.

## Гоночный формат
- Суббота: гонка 1 (75 км или 35 мин)

- Воскресенье: гонка 2 (100 км или 45 мин)

Стартовая решётка во 2-й гонке формируется по результатам финиша 1-й гонки, за исключением первой восьмёрки пилотов, для которой применяется реверсивный старт (то есть победитель 1-й гонки стартует во 2-й гонке восьмым, … , финишировавший 8-м стартует с поул-позиции).

## Начисление очков
До 2009 года в обеих гонках очки получали первые восемь финишировавших гонщиков. С 2009 года порядок начисления очков был изменён.
Первая (субботняя) гонка
| Финишная позиция | 1  | 2 | 3 | 4 | 5 | 6 | 7 | 8 |
| Очки             | 10 | 8 | 6 | 5 | 4 | 3 | 2 | 1 |
| ---------------- | -- | - | - | - | - | - | - | - |

Вторая (воскресная) гонка
| Финишная позиция | 1 | 2 | 3 | 4 | 5 | 6 |
| Очки             | 6 | 5 | 4 | 3 | 2 | 1 |
| ---------------- | - | - | - | - | - | - |

## Спецификация болидов
- Шасси: Tatuus
- Колёсная база: 2700 мм
- Колея передняя/задняя: 1550/1500 мм
- Двигатель: Honda K20A
- Объём двигателя: 2,0 л
- Мощность двигателя: 250 л. с.
- Коробка передач: Sadev, 6-ступенчатая, секвентальная
- Тормоза: Brembo, стальные
- Шины: Yokohama, слики

## Чемпионы

### Личный зачёт
| Год  | Чемпион                           | Вице-чемпион                     | Бронзовый призёр          |
| ---- | --------------------------------- | -------------------------------- | ------------------------- |
| 2007 | Жером Д'Амброзио Cram Competition | Крис ван дер Дрифт JD Motorsport | Максимилиан Гётц ISR      |
| 2008 | Крис ван дер Дрифт JD Motorsport  | Фабио Ляймер                     | Михаэль Аммермюллер       |
| 2009 | Фабио Ляймер Jenzer Motorsport    | Сергей Афанасьев JD Motorsport   | Йозеф Краль JD Motorsport |